# Acacia robusta
Acacia robusta é uma espécie de leguminosa do gênero Acacia, pertencente à família Fabaceae.